# Friedrich Engels
Pour les articles homonymes, voir Engels (homonymie).
Cet article possède un paronyme, voir Friedrich Engel.
Ne doit pas être confondu avec Hegel.
Friedrich Engels /ˈfʁiːdʁɪç ˈʔɛŋl̩s/, né le 28 novembre 1820 à Barmen (Prusse) et mort le 5 août 1895 à Londres, est un philosophe, sociologue, anthropologue et un théoricien socialiste et communiste allemand, grand ami de Karl Marx. Après la mort de ce dernier, il assure, à partir des brouillons laissés par son ami, la rédaction définitive et la publication des livres II et III du Capital.
Engels a été militant de la Ligue des communistes, de l'Association internationale des travailleurs (Première Internationale) et de l'Internationale ouvrière (Deuxième Internationale).

## Biographie

### D'une situation industrieuse à la situation de la classe laborieuse

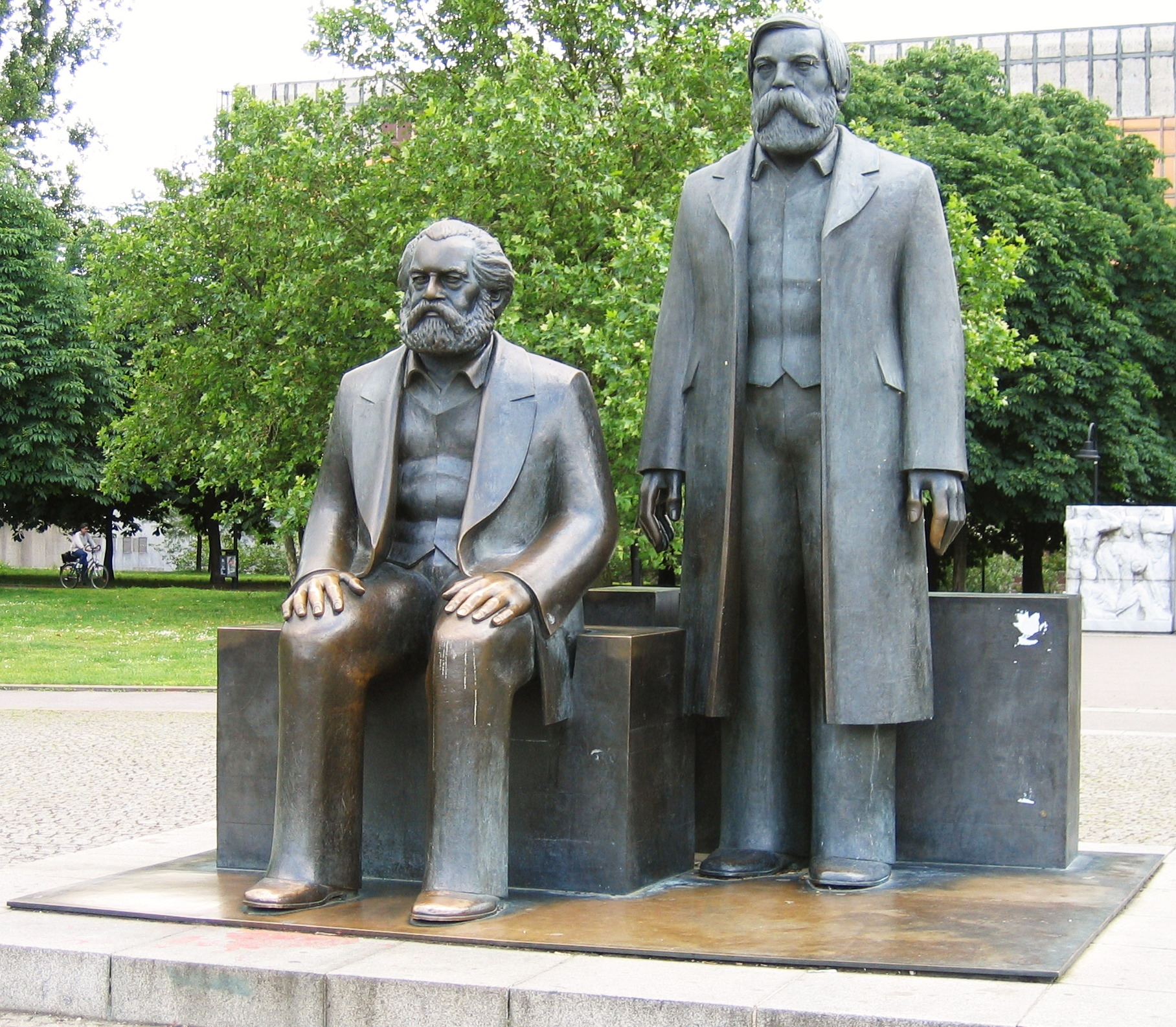
Marx et Engels. Monument à Berlin.

Il est issu d'une famille d'industriels protestants, son père ayant fait fortune dans l'industrie du textile Engels, maintenant patrimoine historique du musée de l'industrie de Rhénanie,. Il quitte le lycée d'Elberfeld pour raisons familiales en 1838. Tout en travaillant comme commis dans une société commerciale à Brême, il commence à étudier la philosophie en profondeur. Il se rapproche particulièrement de la philosophie de Hegel, qui prédomine alors dans la philosophie allemande de l'époque, au détriment de celle de Schopenhauer.
En 1842, il s'installe en Angleterre, à Manchester, et travaille dans une société industrielle où son père a des intérêts. Il y fait la connaissance en 1843 de Mary Burns, une ouvrière irlandaise qui l'introduit dans le milieu ouvrier et en particulier dans le mouvement chartiste dont il rencontre quelques dirigeants comme George Julian Harney. Burns l'aide ainsi à écrire La situation de la classe laborieuse en Angleterre, enquête ethnographique que Engels publie en 1845.

### Rencontre de Marx et révolution de 1848
Cet ouvrage suscite l'intérêt de Karl Marx qui propose la même année à Engels de contribuer au journal Annales franco-allemandes qu'il édite et publie à Paris. Les deux hommes se rencontrent à Paris et découvrent qu'ils partagent les mêmes vues et décident de collaborer plus étroitement. Après l'expulsion de Marx hors de France, ils s'installent en Belgique, où la liberté d'expression est plus grande que dans d'autres pays d'Europe.
En juillet 1845, Engels propose à Marx un voyage en Angleterre. Engels y retrouve Mary Burns avec laquelle il vivra en couple jusqu’à sa mort en 1863. Il s'installe ensuite avec sa sœur Lizzie Burns, jusqu'à sa mort en 1878. Elle est remplacée comme hôtesse chez Engels par Mary Ellen, la fille de Lizzie, surnommée « Pumps ».[pas clair] Marx et Engels retournent à Bruxelles en janvier 1846 où ils fondent le Comité de Correspondance Communiste. Le but est d'unifier les socialistes des différentes pays d'Europe. Influencé par les conceptions de Marx, la Ligue des justes, organisation socialiste, se transforme en Ligue des communistes, à laquelle Marx et Engels adhèrent.
Sur demande de la Ligue des communistes, Marx commence en 1847 à rédiger un pamphlet fondé entre autres sur les Principes du communisme d'Engels. Cet ouvrage, terminé en six semaines, est écrit de manière à rendre les principes communistes accessibles à tous. Il est intitulé Manifeste du parti communiste et publié anonymement en février 1848.
En raison de la révolution de 1848, Engels et Marx sont expulsés en mars de Belgique. Ils s'installent à Cologne, où ils fondent un nouveau journal, la Neue Rheinische Zeitung (la Nouvelle Gazette rhénane).
Engels participe activement à la révolution de 1848, prenant part à l'insurrection d'Elberfeld (actuelle Wuppertal). Après l'écrasement du soulèvement, il rejoint la révolution en Bade et Palatinat. Il participe aux combats contre l'armée prussienne (juin-juillet 1849) comme aide de camp d'August Willich, chef d'un corps de troupe des insurgés.

### Mécène et savant
En 1849, Engels et Marx sont contraints de quitter la Rhénanie et partent pour Londres. Les autorités prussiennes pressent le gouvernement britannique d'expulser les deux hommes, mais le Premier ministre John Russell refuse.
Afin d'aider financièrement Marx, Engels retourne travailler avec son père à Manchester, avant de repartir pour Londres en 1870. Il s’intéresse particulièrement au féminisme. Il considère par exemple l'institution du mariage monogame comme résultant de la domination des hommes sur les femmes.
À partir de 1864, il milite au sein de l'Association internationale des travailleurs (appelée rétrospectivement Première Internationale), jusqu’à sa dissolution en 1876. Il publie en 1878 Monsieur E. Dühring bouleverse la science (dont trois chapitres sont extraits pour former un ouvrage sous le titre Socialisme utopique et socialisme scientifique en 1880).
Après la mort de Marx en 1883, il réunit les brouillons de celui-ci pour assurer la publication posthume des livres II et III de l'ouvrage Le Capital. Il assume aussi l'édition et la traduction d'autres écrits de Marx. Il se charge d'« exposer les résultats des recherches de Lewis H. Morgan en connexion avec l'étude matérialiste de l'histoire ». Ce sera L'Origine de la famille, de la propriété privée et de l'État, paru en 1884. Il travaille à l'unification des différents partis ouvriers marxistes au sein de la Deuxième Internationale.
Il meurt à Londres en 1895, sans enfant. Ses cendres sont dispersées en mer. Il laisse à Laura Marx, fille de Marx et épouse de Paul Lafargue, une partie de sa fortune.

## Critiques d'Engels: une simplification et déformation de la pensée de Marx?
Friedrich Engels reste pour beaucoup une référence du marxisme, que cela soit par son militantisme, ses propres écrits et surtout son important travail de publication posthume de textes de Marx. Ce dernier est cependant l'objet de critiques. La publication par David Riazanov des manuscrits originaux de Marx a montré que Engels avait modifié des textes de ce dernier avant de les publier, en altérant parfois le sens. Par ailleurs, Maximilien Rubel accuse Engels d'être l'inventeur du marxisme idéologique et d'avoir ainsi dénaturé la pensée de Marx. Selon Norman Levine, les idées d'Engels sont une version simplifiée de celles de Marx desquelles elles divergent en partie. Ce sont pourtant ses conceptions qui ont grandement influencé le mouvement communiste, et notamment Karl Kautsky, puis Lénine et les léninistes. Commentant un ouvrage de Lénine, Pierre Souyri écrit qu'Engels « crut prolonger Marx alors qu'il le réinterprétait en fonction de ses propres présuppositions philosophiques et fondait, avec innocence, le marxisme vulgaire ».
Les critiques se concentrent notamment sur la théorie du « matérialisme dialectique ». Cette théorie fut attaquée dès la fin du XIXe siècle par les néo-rousseauistes comme Dühring et par des réformistes comme Eduard Bernstein. La critique se renouvelle au XXe siècle porté entre autres par Henri Lefebvre, Jean-Paul Sartre, et l'École de Francfort ainsi que des exégètes de Marx. Ils considèrent que la conception du matérialisme dialectique est inexistante chez Marx. Ces accusations envers Engels sur la dénaturation des œuvres théoriques de Marx auraient conduit selon eux au « marxisme idéologique ». Selon Pascal Charbonnat, ces accusations ne seraient aucunement justifiées. À la fin des années 1990, ces critiques tendent à disparaître,. Cependant, des marxologues reconnus comme Michael Heinrich et Kevin Anderson (en) leur redonnent vigueur au début du XXIe siècle.

## Œuvres

### Engels et Marx
- La Sainte Famille (1844/45)
- L'Idéologie allemande (Première partie, 1845/46)
- Statuts de la Ligue des communistes (1847)
- Manifeste du parti communiste (1848[17])
- La Nouvelle Gazette rhénane (1849)
- Adresse du Comité central à la ligue des communistes (1850)
- Statuts de la Société universelle des communistes révolutionnaires (1850)
- Abd El Kader ; Bugeaud ; Algérie (articles de la New American Cyclopedia, 1859)
- Inventer l'inconnu, textes et correspondance autour de la Commune, La Fabrique, 2008

### Engels
- Lettres de Wuppertal (1839)
- Esquisse d'une critique de l'économie politique (1848) (article) trad. Kostas Papaioannou. Allia, Paris, 1998., 80 p.,  (ISBN 2-911188-88-8).
- Description de colonies communistes surgies ces derniers temps et encore existantes (1845)
- La Situation de la classe ouvrière en Angleterre en 1844 (1845)
- Principes du communisme (1847)
- Discours sur la Pologne (1848)
- Les Journées de juin 1848 (1848)
- Le Panslavisme démocratique (1850)
- La Guerre des paysans en Allemagne (1850)[18] Ce livre écrit par Engels en 1850 traite de la guerre des Paysans allemands de 1524-1526.
- Révolution et Contre-révolution en Allemagne (1852[19])
- Le procès des communistes à Cologne (1856)
- L'Afghanistan (1857)
- La question du logement (1873)
- Le programme des émigrés blanquistes de la Commune (1875)
- Le Rôle du travail dans la transformation du singe en Homme (1878)
- Anti-Dühring (1878/80[20])
- Socialisme utopique et socialisme scientifique (1880/2)
- Sur l'histoire des anciens Germains (1882)
- Bruno Bauer et le christianisme primitif (1883)
- La Marche (1883)
- Dialectique de la nature (1884)
- L'origine de la famille, de la propriété privée et de l'État (1884)
- La décadence de la féodalité et l'essor de la bourgeoisie (1885)
- Quelques mots sur l'histoire de la Ligue des communistes (1886)
- Discours pour le XVe anniversaire de la Commune (1888)
- Ludwig Feuerbach et la fin de la philosophie classique allemande (1890)
- Sur l'antisémitisme (1890), édition bilingue dans la revue GRUPPEN no 3, 2011.
- Introduction à La Guerre civile en France (1891)
- Critique du Projet de Programme d'Erfurt (1892)
- Fragment d'un projet d'appel pour le XXIe anniversaire de la Commune (1894)

## Portraits

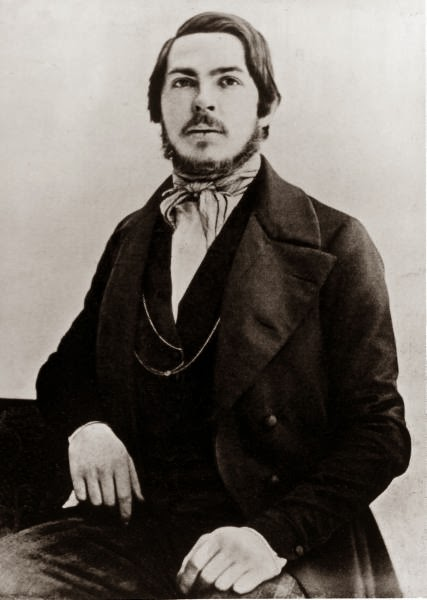
en 1840.
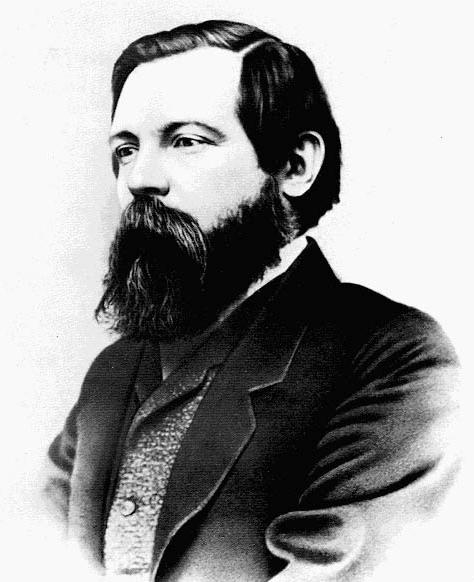
en 1856.
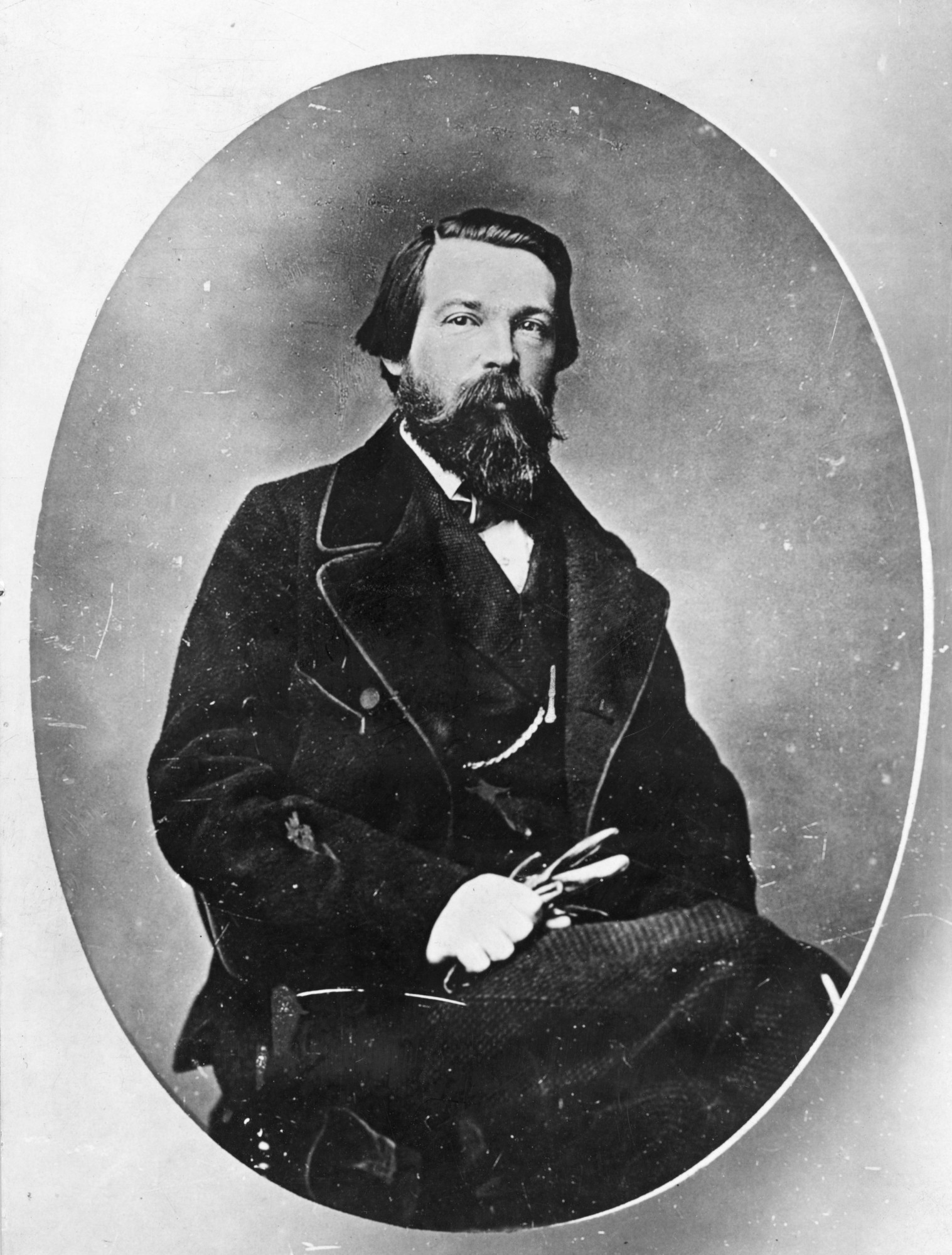
en 1860.
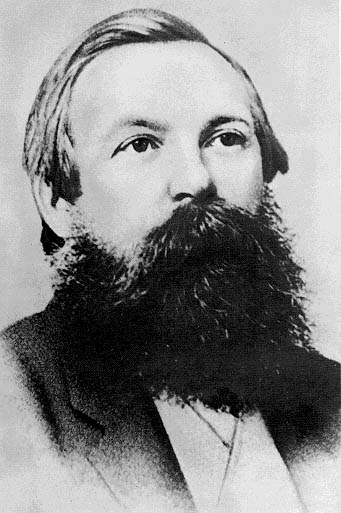
en 1871.
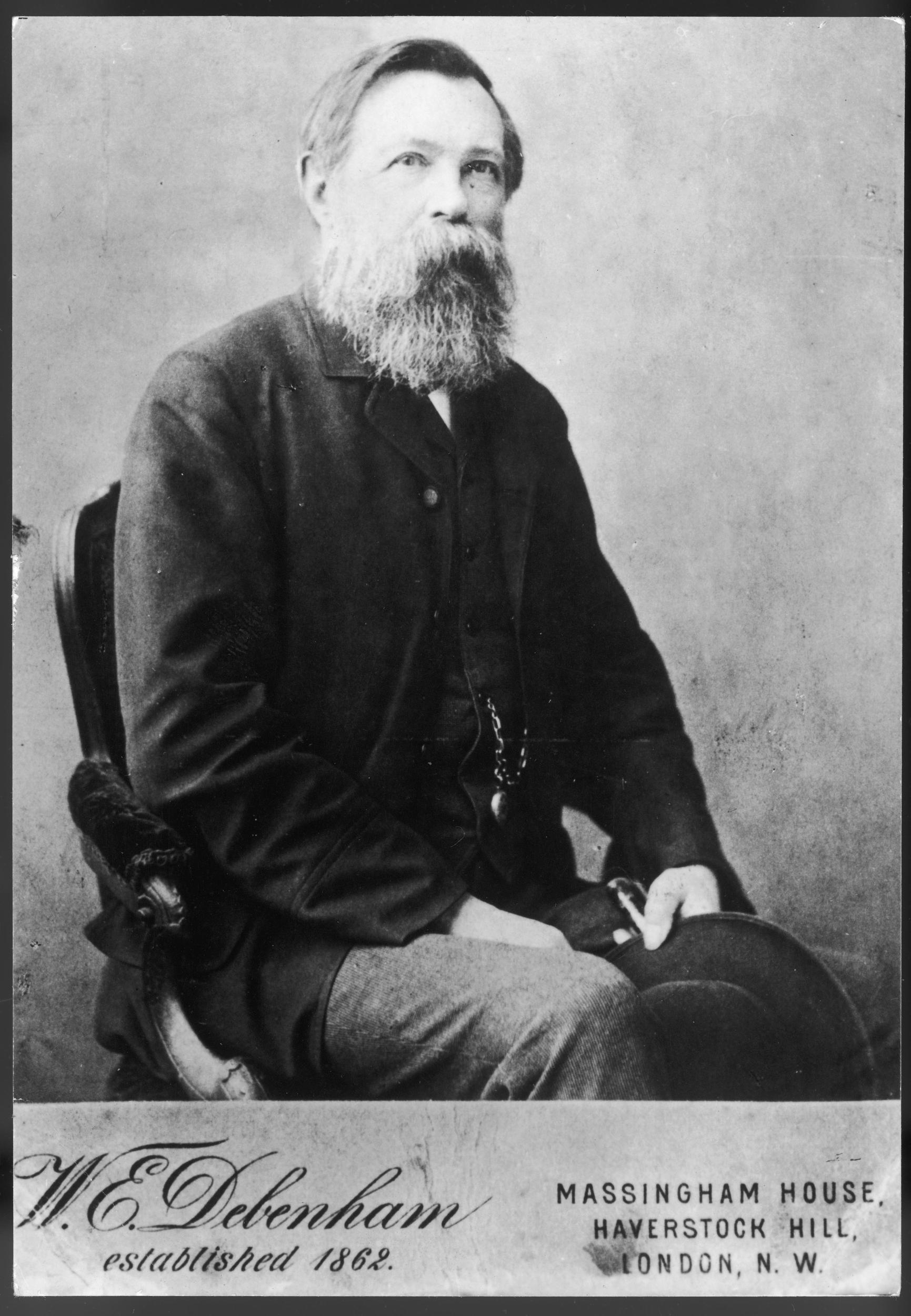
en 1888.
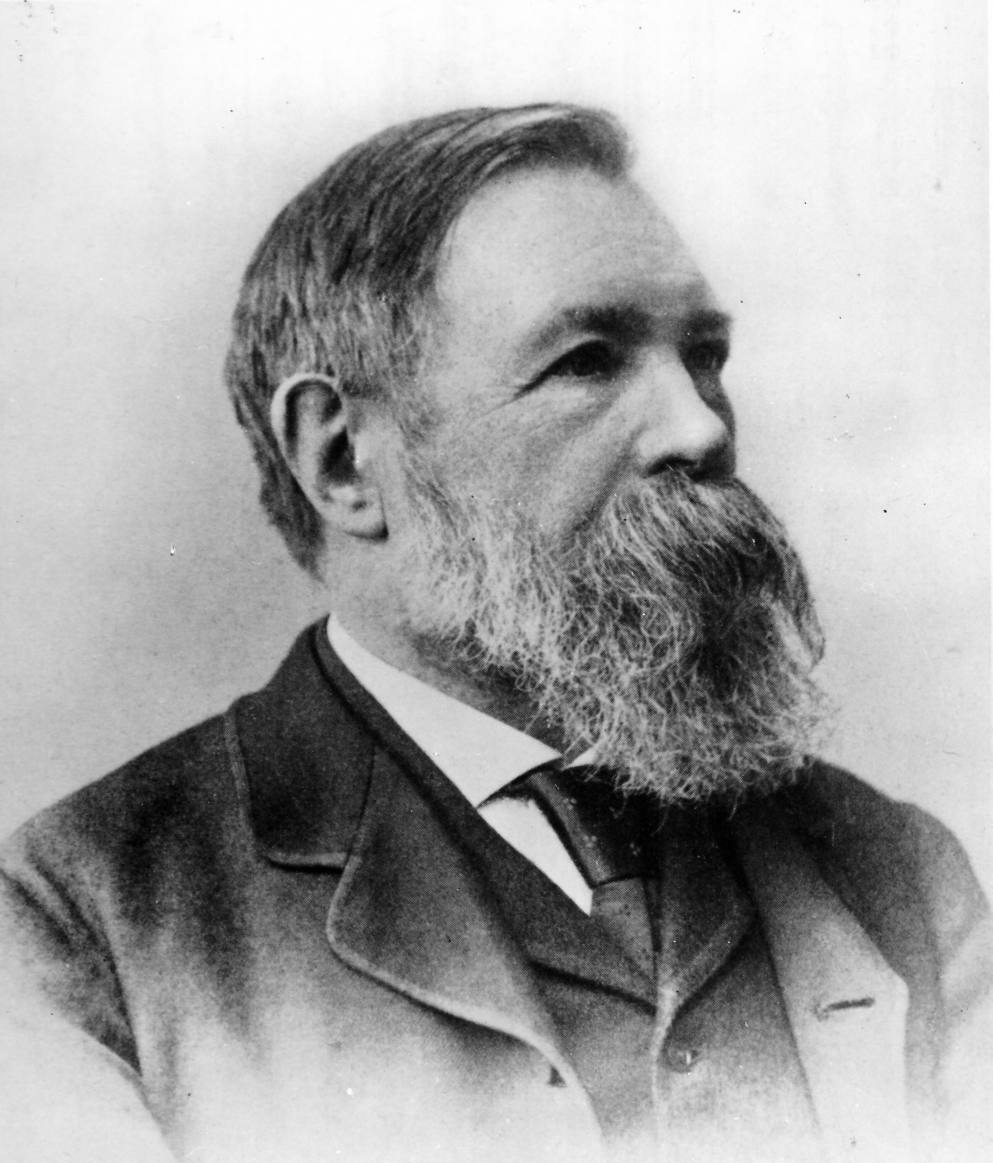
en 1891.
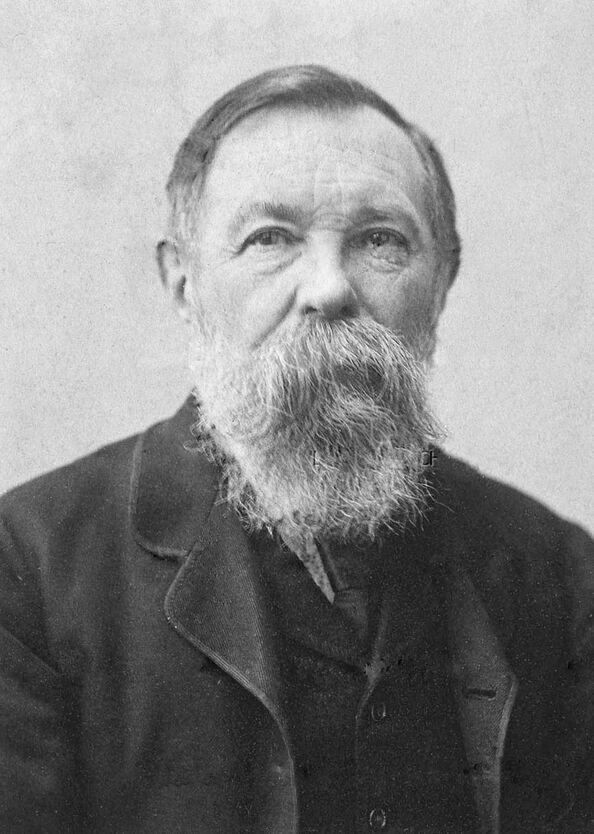
en 1891.

## Hommages
La ville de Engels en Russie porte son nom. À proximité se trouve la base aérienne Engels-2.
Le pic Engels culmine à 6510 m au Pamir.

### Dans la culture populaire
- Square Enix, Nier: Automata, 2017. Jeu vidéo dans lequel un personnage du nom d'Engels tente de mener une guerre contre les oppresseurs de la race des machines.